# Portada/article desembre 9

## Mèxic
Mèxic (en castellà: México), oficialment els Estats Units Mexicans (en castellà: Estados Unidos Mexicanos), és una república federal constitucional d'Amèrica del Nord. Limita al nord amb els Estats Units d'Amèrica, al sud i a l'oest amb l'oceà Pacífic, al sud-est amb Guatemala, Belize i la mar Carib, i a l'est amb el Golf de Mèxic. Els Estats Units Mexicans són una federació de trenta-un estats i un districte federal, la ciutat de Mèxic, la qual és una de les àrees metropolitanes més poblades del món.